# Ziegelhütte (Großhabersdorf)
Ziegelhütte (fränkisch: Dsieglhidn) ist ein Gemeindeteil der Gemeinde Großhabersdorf im Landkreis Fürth (Mittelfranken, Bayern). Ziegelhütte liegt in der Gemarkung Großhabersdorf.

## Geographie
Die Einöde liegt am Weihersmühlbach, einem rechten Zufluss der Bibert, und am Weihersmühler Graben, der beim Ort als linker Zufluss in den Weihersmühlbach mündet. Im Westen grenzt das Waldgebiet Lindach an. Ziegelhütte liegt an der Staatsstraße 2410, die nach Bürglein (1,1 km südöstlich) bzw. zur Staatsstraße 2246 bei Schwaighausen führt (1,1 km nordwestlich).

## Geschichte
Gegen Ende des 18. Jahrhunderts gehörte die Ziegelhütte zu Weihersmühle. Das Anwesen hatte das brandenburg-bayreuthische Kastenamt Bonnhof als Grundherrn.
Von 1797 bis 1808 unterstand der Ort dem Justiz- und Kammeramt Cadolzburg. Im Rahmen des Gemeindeedikts wurde Ziegelhütte dem 1808 gebildeten Steuerdistrikt Großhabersdorf und der im selben Jahr gegründeten Ruralgemeinde Großhabersdorf zugeordnet.

## Einwohnerentwicklung
| Jahr      | 001818 | 001840 | 001861 | 001871 | 001885 | 001900 | 001925 | 001950 | 001961 | 001970 | 001987 |
| Einwohner | 11     | 8      | 11     | 5      | 8      | 3      | 10     | 10     | 12     | 11     | *      |
| Häuser    | 2      | 1      |        |        | 1      | 1      | 1      | 2      | 2      |        | *      |
| Quelle    | [ 9 ]  | [ 10 ] | [ 11 ] | [ 12 ] | [ 13 ] | [ 14 ] | [ 15 ] | [ 16 ] | [ 17 ] | [ 18 ] | [ 19 ] |

## Religion
Die Einwohner evangelisch-lutherischer Konfession sind nach St. Johannes (Bürglein) gepfarrt, die Einwohner römisch-katholischer Konfession sind nach St. Walburga (Großhabersdorf) gepfarrt.